# Piotr Auriol

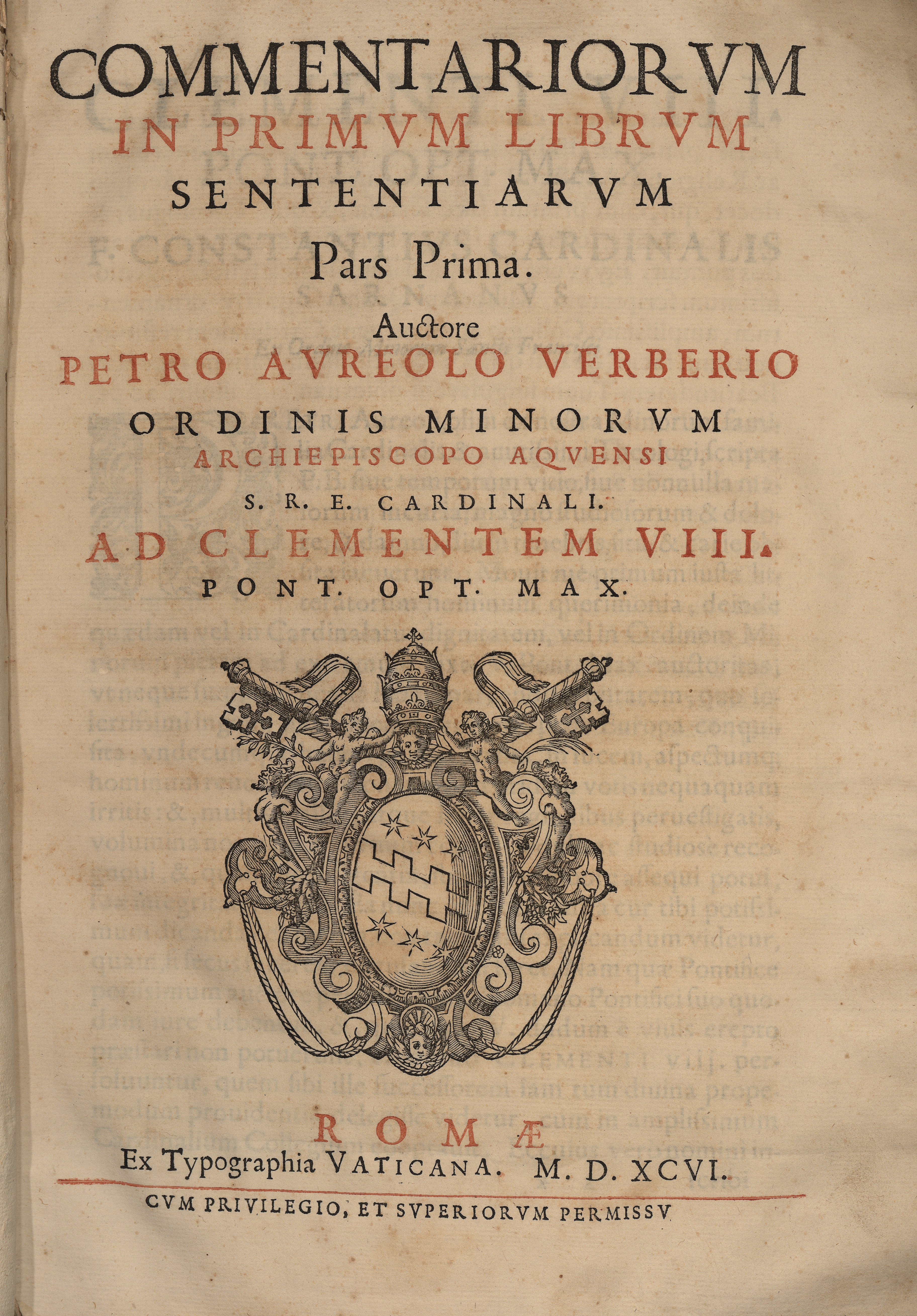
Commentarii in libros sententiarum

Piotr Auriol (Petrus Aureoli, Pierre d’Auriol) (ur. ok. 1280 w okolicy Cahors, zm. 22 stycznia 1322) – francuski teolog i filozof średniowieczny. W scholastycznych tekstach nazywany jest Doctor Facundus .

## Życie
Piotr Auriol urodził się niedaleko Cahors we Francji. Wstąpił do zakonu franciszkanów i w pierwszej dekadzie XIV w. studiował na Uniwersytecie Paryskim  W 1311–1312 ukończył swoje dzieło Tractatus de paupertate et usu paupere dotyczący franciszkańskiego ubóstwa. Następnie nauczał w Bolonii, prawdopodobnie we franciszkańskim klasztorze, gdzie napisał Tractatus de principiis naturae – jedyne swoje nieteologiczne dzieło, będące traktatem z zakresu filozofii przyrody. Od 1314 nauczał w Tuluzie, gdzie napisał Tractatus de conceptione Beatae Mariae Virginis oraz Repercussorium. Zarówno w Bolonii, jak i Tuluzie Piotr Auriol komentował również księgi Sentencji Piotra Lombarda, które następnie opracował w postaci komentarza do I księgi (Scriptum super primum Sententiarum). Komentarz był używany aż do czasów nowożytnych (w 1596 w Rzymie ukazał się drukiem). Auriol udał się do Paryża, gdzie w dalszym ciągu wykładał Sentencje Lombarda na tamtejszym uniwersytecie. W 1318 przy wsparciu papieża Jana XXII, który wysoko cenił jego prace i również pochodził z Cahors, uzyskał tytuł doktora. W 1321 papież mianował go arcybiskupem w archidiecezji Aix-en-Provence. Wkrótce potem, prawdopodobnie 22 stycznia 1322 Piotr Auriol zmarł .
Wszystkie prócz jednej prace Auriolego mają charakter teologiczny, Zawierają jednak istotne wątki metafizyczne, epistemologiczne, filozoficznoprzyrodnicze i etyczne . Jego dzieła były dobrze znane i często dyskutowane przez współczesnych mu teologów. Szczególnie znaczące są jego osiągnięcia w dziedzinie soteriologii i mariologii. Miał on duży wpływ na rozwój teologii i filozofii scholastycznej w wieku XV, w szczególności na Jana Capreolusa i Grzegorza z Rimini .

## Poglądy
Odrzucając autorytety trzynasto- i czternastowiecznych teologów, Piotr potrafił przedstawić nieortodoksyjne rozwiązania najczęściej dyskutowanych w jego czasie zagadnień. Aureoli utorował drogę Wilhelmowi Ockhamowi, tworząc nową terminologię i w nowatorski sposób podejmując znane zagadnienia.
Główne ostrze krytyki Aureoli skierował przeciwko Tomaszowi z Akwinu i Janowi Dunsowi Szkotowi. Z jednej strony wbrew Szkotowi Piotr wskazuje, iż materia pozbawiona jest aktualności. Z drugiej strony wbrew Tomaszowi uznaje, że forma nie może istnieć ani nie może być pojęta bez materii. Ponieważ do istoty formy należy bycie aktem materii, zatem nie ma formy tam, gdzie nie ma materii. Zdaniem Auriolego tak należy rozumieć stanowiska Arystotelesa i Awerroesa, który jednak bardzo utrudnia mu rozwiązanie problemu związku duszy z ciałem. Sobór w Vienne (1311–1312) uznał za obowiązujące stanowisko, że dusza jest sama w sobie formą ciała ludzkiego. Według Piotra każda forma jest nieodłączna od swej materii, więc dusza jako forma nie może być nieśmiertelna. Szukając wyjścia z tej filozoficznej pułapki Aureoli wskazuje, że Ojcowie Kościoła uznawali duszę za substancję odrębną jedynie na podstawie wiary. Ponieważ nie ma żadnego przekonującego dowodu, że dusza jest bądź nie jest formą ciała, wystarczy wierzyć, że dusza jednoczy się z ciałem i nie należy szukać filozoficznych uzasadnień. Również nieśmiertelność duszy i dogmat o Trójcy św. powinny być przyjmowane ze względu na świadectwo wiary, a nie ze względu na racjonalny dowód, bo ten jest w tych przypadkach niemożliwy.
Piotr Aureoli zajmował się również teorią poznania. W sporze o uniwersalia przeciwstawił się zarówno tomizmowi, jak i szkotyzmowi. Jego zdaniem powszechniki są tworami umysłu i nie mają realnego bytu. Piotr Aureoli uznaje przy tym możliwość intelektualnego oglądu istoty rzeczy. Jego filozofia, określana jako konceptualizm, uznawana jest za etap rozwoju nominalizmu.